# Shirley Jones
Shirley Mae Jones (Charleroi, Pensilvania, 31 de marzo de 1934) es una cantante, actriz de teatro, cine y televisión estadounidense. Galardonada con el premio Oscar por su actuación en la película Elmer Gantry (1960). Recordada por su participación en películas musicales y la serie de TV La Familia Partridge (1970-1974).

## Biografía
Sus padres le pusieron el nombre Shirley por la famosa actriz y cantante infantil Shirley Temple. A los seis años comenzó a cantar y a los doce años tomó clases de canto. Su ilusión en aquel entonces era convertirse en una gran cantante. Cuando terminó su educación en 1954, viajó a Nueva York para someterse a una prueba ante el director de casting de una importante compañía de musicales. Causó una buena impresión y fue contratada para la obra South Pacific que se representó en Broadway.

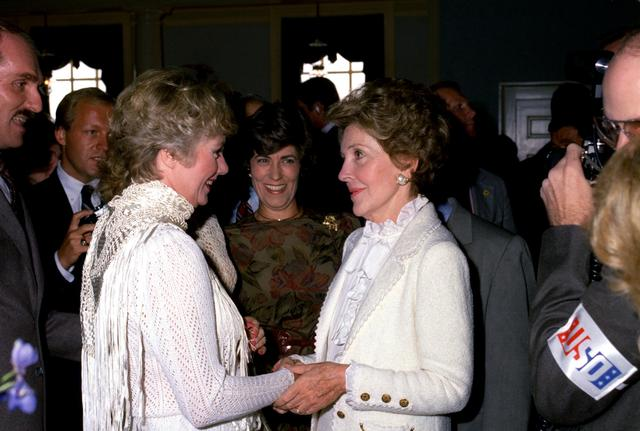
Shirley Jones (izq.) saluda a Nancy Reagan (1984)

Un año más tarde, en 1955, recibió una oferta para participar en la película musical Oklahoma. El rodaje duró un año entero y una vez terminado volvió a Broadway, donde actuó en la versión teatral de Oklahoma. Después apareció en su segunda película, Carousel, y se orientó definitivamente hacia el cine. Sin embargo, los musicales se encontraban en rápido retroceso, de modo que ella se vio ante la necesidad de ser una actriz, sin poder utilizar el atractivo del canto. Los primeros papeles que interpretó, no los consideró muy satisfactorios, ya que sus personajes eran dulces y acaramelados. A la espera de recibir ofertas más interesantes trabajó en algunas películas y miniseries de televisión.
En 1960, tuvo su oportunidad con la película Elmer Gantry, de Richard Brooks, en la que realizó una brillante actuación interpretando a una prostituta vengativa, junto a un igualmente brillante Burt Lancaster. Por su papel recibió un Premio Oscar a la mejor actriz secundaria, un premio Laurel de Oro, y un premio National Board of Review. No obstante, el público quería ver en las películas a una Shirley Jones agradable y simpática, de manera que su próximo film fue The Music Man, con Robert Preston, que tuvo un gran éxito al igual que El noviazgo del padre de Eddie, con Glenn Ford.
A partir de la década de 1960, se dedicó durante largos años de forma prácticamente exclusiva a la televisión, donde hizo películas y miniseries, así como alguna serie. La popularidad que había alcanzado en el cine la mantuvo en televisión, medio en el que fue una actriz apreciada durante todo el tiempo en el que apareció. Dentro de este medio adquirió gran popularidad dentro de la serie The Partridge Family (1970-1974), donde encarnaba el papel de madre de una familia que era a la vez un grupo de música pop donde se integraba el cantante David Cassidy (su hijastro en la vida real), el cual saltaría a la fama como ídolo de adolescentes a raíz de esta serie.
Con el cambio de siglo, y siendo ya mayor, ha vuelto al cine y ha rodado varias películas, retomando su carrera cinematográfica como si no la hubiese abandonado en casi 20 años.

## Filmografía
- On the Wind (2018)
- Family Weekend   (2013)
- Car, Rain and Fire - Victorious  (2012)
- Inocencia Carnal (2011)
- Bathroom Boy (2004)
- Bloodhead (2003)
- Manna From Heaven (2003)
- That's 70 show  (2000)
- The Adventures of Cinderella's Daughter (2000)
- Ping! (2000)
- Gideon (1999)
- There Were Times, Dear (1987)
- Tank (1984)
- Beyond the Poseidon Adventure (1979)
- The Partridge Family (1970-1974)
- Oddly Coupled (1970)
- The Cheyenne Social Club (1970)
- El golfo (1969)
- The Happy Ending (1969)
- Dream Wife (1965)
- The Secret of My Success (1965)
- Fluffy (1965)
- Bedtime Story (1964)
- Dark Purpose (1964)
- A Ticklish Affair (1963)
- El noviazgo del padre de Eddie (1963)
- The Music Man (1962)
- Two Rode Together (1961)
- Pepe de George Sidney (1960)
- Elmer Gantry (1960)
- Bobbikins (1960)
- Never Steal Anything Small (1959)
- April Love (1957)
- Carousel (1956)
- Oklahoma (1955)

## Premios y distinciones
Premios Óscar
| Año  | Categoría               | Película              | Resultado |
| ---- | ----------------------- | --------------------- | --------- |
| 1961 | Mejor Actriz de Reparto | El fuego y la palabra | Ganadora  |